# David Raya
David Raya Martín (sinh ngày 15 tháng 9 năm 1995) là một cầu thủ bóng đá chuyên nghiệp người Tây Ban Nha hiện đang thi đấu ở vị trí thủ môn cho câu lạc bộ Premier League Arsenal và đội tuyển bóng đá quốc gia Tây Ban Nha. Nổi tiếng nhờ khả năng phân phối bóng, khả năng chỉ đạo ở vòng cấm, khả năng phản xạ và cản phá cú sút xuất thần, anh được đánh giá là một trong những thủ môn xuất sắc nhất thế giới trong thế hệ của mình.

## Sự nghiệp câu lạc bộ

### Arsenal

#### Mùa giải 2023–24
Vào ngày 15 tháng 8 năm 2023, Raya đã hoàn tất hợp đồng cho mượn kéo dài một mùa giải với trị giá 3 triệu bảng Anh với tùy chọn mua đứt trị giá 27 triệu bảng Anh tới Arsenal. Anh trở thành cầu thủ người Tây Ban Nha thứ 15 đại diện cho đội một của Arsenal. Theo một phần của thỏa thuận, Raya đã ký gia hạn hợp đồng hai năm với Brentford, trong đó cũng bao gồm tùy chọn câu lạc bộ thêm 12 tháng. Vào ngày 17 tháng 9, anh ra mắt với tư cách là cầu thủ bắt chính cho Arsenal trong trận đấu với Everton tại Goodison Park khi thế chỗ Aaron Ramsdale để trở thành thủ môn bắt chính của Arsenal. Sau đó, Raya giữ sạch lưới khi Pháo thủ giành chiến thắng 4–0 trong trận ra mắt của mình cho Arsenal trong trận sân nhà trước PSV Eindhoven vào ngày 20 tháng 9 tại Champions League. Vào ngày 24 tháng 9, Raya có một màn trình diễn trái chiều trong lần đầu tiên đá chính trong trận Derby Bắc Luân Đôn đầu tiên của mùa giải với Tottenham Hotspur.
Vào ngày 12 tháng 3 năm 2024, Raya đã cản phá hai quả phạt đền trong chiến thắng trong loạt sút luân lưu trước Porto ở vòng 16 đội Champions League, qua đó lần đầu tiên đưa Arsenal vào vòng tứ kết kể từ mùa giải 2009–10. Vào ngày 20 tháng 4, Raya giữ sạch lưới sân khách thứ sáu liên tiếp tại Premier League, trở thành thủ môn thứ hai trong lịch sử giải đấu đạt được thành tích này sau Edwin van der Sar vào mùa giải 2008–09. Vào ngày 4 tháng 5, anh được xác nhận là người giành giải thưởng Găng tay vàng Premier League 2023–24 với số lần giữ sạch lưới nhiều nhất trong số bất kỳ thủ môn nào trong mùa giải. Raya trở thành thủ môn thứ ba của Arsenal giành được giải thưởng này sau Wojciech Szczęsny và Petr Čech và cũng là thủ môn người Tây Ban Nha thứ ba giành được giải thưởng này sau Pepe Reina và David de Gea. Raya sau đó được đưa vào PFA Team of the Year trong mùa giải.

#### Mùa giải 2024–25
Vào ngày 4 tháng 7, Raya đã hoàn tất vụ chuyển nhượng đến Arsenal với một hợp đồng dài hạn. Trong trận đấu với Aston Villa vào ngày 24 tháng 8, anh đã lạp một pha cứu thua bằng một tay tuyệt đẹp để cản phá cú đánh đầu cận thành của Ollie Watkins. Sau đó, anh đã giành giải Pha cứu thua đẹp mắt nhất tháng Premier League tháng 8 năm 2024. Vào ngày 19 tháng 9, anh đã hai lần cản phá được một quả phạt đền do Mateo Retegui của câu lạc bộ bóng đá Ý Atalanta thực hiện và trở thành thủ môn thứ tư của Arsenal cản phá được một quả phạt đền tại Champions League sau Richard Wright, Jens Lehmann và Łukasz Fabiański. Trong cuộc phỏng vấn sau trận đấu, Raya đã ghi nhận công lao của huấn luyện viên thủ môn Iñaki Caña của Arsenal về vai trò của anh trong pha cứu thua kép trước Atalanta. Sau đó, anh đã được bầu chọn là Cầu thủ xuất sắc nhất tháng của Arsenal vào tháng 9.

## Sự nghiệp quốc tế
Sau khi không được Tây Ban Nha triệu tập ở cấp độ trẻ, Raya đã được triệu tập lần đầu tiên vào đội tuyển quốc gia cho một cặp trận giao hữu vào tháng 3 năm 2022. Anh chơi trận ra mắt cho đội tuyển quốc gia trong chiến thắng 2–1 trước Albania vào ngày 26 tháng 3 và là cầu thủ dự bị không được sử dụng trong trận đấu thứ hai. Raya là cầu thủ dự bị không được sử dụng trong toàn bộ chiến dịch UEFA Nations League 2022–23 của Tây Ban Nha.
Raya được điền tên vào đội hình Tây Ban Nha tham dự World Cup 2022. Trước khi đội bị loại ở vòng 16 đội, anh chỉ chơi trận ra quân thay người trong hiệp hai trong trận giao hữu trước giải đấu với Jordan.
Anh là một thành viên của đội tuyển Tây Ban Nha vô địch UEFA Euro 2024. Anh đã chơi một trận tại trận đấu vòng bảng cuối cùng trong chiến thắng 1–0 trước Albania.

## Thống kê sự nghiệp

### Câu lạc bộ
Tính đến 6 tháng 11 năm 2024
| Câu lạc bộ           | Mùa giải            | Giải vô địch        | Giải vô địch | Giải vô địch | Cúp quốc gia | Cúp quốc gia | Cúp Liên đoàn | Cúp Liên đoàn | Châu lục | Châu lục | Khác | Khác | Tổng cộng | Tổng cộng |
| Câu lạc bộ           | Mùa giải            | Hạng đấu            | Trận         | Bàn          | Trận         | Bàn          | Trận          | Bàn           | Trận     | Bàn      | Trận | Bàn  | Trận      | Bàn       |
| -------------------- | ------------------- | ------------------- | ------------ | ------------ | ------------ | ------------ | ------------- | ------------- | -------- | -------- | ---- | ---- | --------- | --------- |
| Blackburn Rovers     | 2014–15             | Championship        | 2            | 0            | —            | —            | 0             | 0             | —        | —        | —    | —    | 2         | 0         |
| Blackburn Rovers     | 2015–16             | Championship        | 5            | 0            | 0            | 0            | 0             | 0             | —        | —        | —    | —    | 5         | 0         |
| Blackburn Rovers     | 2016–17             | Championship        | 5            | 0            | 1            | 0            | 2             | 0             | —        | —        | —    | —    | 8         | 0         |
| Blackburn Rovers     | 2017–18             | League One          | 45           | 0            | 0            | 0            | 2             | 0             | —        | —        | 0    | 0    | 47        | 0         |
| Blackburn Rovers     | 2018–19             | Championship        | 41           | 0            | 2            | 0            | 3             | 0             | —        | —        | —    | —    | 46        | 0         |
| Blackburn Rovers     | Tổng cộng           | Tổng cộng           | 98           | 0            | 3            | 0            | 7             | 0             | —        | —        | 0    | 0    | 108       | 0         |
| Blackburn Rovers U23 | 2016–17             | —                   | —            | —            | —            | —            | —             | —             | —        | —        | 3    | 0    | 3         | 0         |
| Southport (mượn)     | 2014–15             | Conference Premier  | 16           | 0            | 6            | 0            | —             | —             | —        | —        | 2    | 0    | 24        | 0         |
| Brentford            | 2019–20             | Championship        | 46           | 0            | 0            | 0            | 0             | 0             | —        | —        | 3    | 0    | 49        | 0         |
| Brentford            | 2020–21             | Championship        | 42           | 0            | 0            | 0            | 3             | 0             | —        | —        | 3    | 0    | 48        | 0         |
| Brentford            | 2021–22             | Premier League      | 24           | 0            | 1            | 0            | 0             | 0             | —        | —        | —    | —    | 25        | 0         |
| Brentford            | 2022–23             | Premier League      | 38           | 0            | 0            | 0            | 1             | 0             | —        | —        | —    | —    | 39        | 0         |
| Brentford            | Tổng cộng           | Tổng cộng           | 150          | 0            | 1            | 0            | 4             | 0             | —        | —        | 6    | 0    | 161       | 0         |
| Arsenal (mượn)       | 2023–24             | Premier League      | 32           | 0            | 0            | 0            | 0             | 0             | 9        | 0        | 0    | 0    | 41        | 0         |
| Arsenal              | 2024–25             | Premier League      | 10           | 0            | 0            | 0            | 0             | 0             | 4        | 0        | —    | —    | 14        | 0         |
| Arsenal              | Tổng cộng           | Tổng cộng           | 42           | 0            | 0            | 0            | 0             | 0             | 13       | 0        | 0    | 0    | 55        | 0         |
| Tổng cộng sự nghiệp  | Tổng cộng sự nghiệp | Tổng cộng sự nghiệp | 306          | 0            | 10           | 0            | 11            | 0             | 13       | 0        | 11   | 0    | 351       | 0         |

1. ↑  Bao gồm FA Cup
2. ↑  Bao gồm EFL Cup
3. ↑  Ra sân tại EFL Trophy
4. ↑  Ra sân tại FA Trophy
5. 1 2  Ra sân tại Championship play-offs
6. 1 2  Ra sân tại UEFA Champions League

### Quốc tế
Tính đến 15 tháng 10 năm 2024
| Đội tuyển quốc gia | Năm       | Trận | Bàn |
| ------------------ | --------- | ---- | --- |
| Tây Ban Nha        | 2022      | 2    | 0   |
| Tây Ban Nha        | 2023      | 1    | 0   |
| Tây Ban Nha        | 2024      | 7    | 0   |
| Tổng cộng          | Tổng cộng | 10   | 0   |

## Danh hiệu

### Câu lạc bộ
Blackburn Rovers
- Á quân thăng hạng EFL League One: 2017–18

Brentford
- Play-off EFL Championship: 2021

### Đội tuyển quốc gia
Tây Ban Nha
- UEFA European Championship: 2024
- UEFA Nations League: 2022–23

### Cá nhân
- EFL Championship Golden Glove: 2019–20
- Premier League Golden Glove: 2023–24
- PFA Team of the Year: 2023–24